# 曹魏与高句丽的战争
曹魏与高句丽的战争，是由中國北方的曹魏於公元244年至246年攻打高句丽的一系列戰爭。 
《三国志》第二十八卷正史记载：正始七年（246年），毌丘儉帶步騎兵萬人出玄菟討伐高句丽，先后在沸流水、梁口两度大敗高句麗東川王，将号称有二万人的高句丽军诛灭一万八千余人，东川王偕同妻子及千余骑逃窜往东沃沮（又称南沃沮）。毌丘儉又屠殺丸都內官員數千人，之後退兵。不久又再次進攻，東川王逃到買溝，随后，毌丘俭自在丸都一带坐镇，毌丘儉又派玄菟太守王頎追擊到沃沮，另一路由乐浪太守刘茂、带方太守弓遵攻打曾依附于高句丽的不耐等濊貊种落。
王颀的军队追至竹岭，再度大破东川王余部。随后，魏军杀至沃沮境内，将协助高句丽的邑落一并攻破，斩杀三千余人。东川王再逃入北沃沮境内，魏军进一步追讨。但高句丽王终于在部下的忠诚保卫下击杀一小队魏军而得以隐匿。王颀军主力则进一步向东北行，一直抵达北沃沮与肃慎的边境地带。而刘茂、弓遵也成功击溃了濊貊各邑，逼迫不耐濊侯举邑降。245年5月，毌丘俭等回师并刻石纪功。

## 背景
东汉灭亡后，辽东地区被军阀公孙度家族控制。高句丽与曹魏联盟攻打辽东。234年，曹魏遣使高句骊和亲，高句丽与曹魏联盟攻打辽东郡。236年，迫于曹魏压力，高句丽斩东吴使臣胡卫，传其首于曹魏幽州。
238年，曹魏讨公孙渊，东川王遣主簿大加将兵助讨。曹魏攻下辽东后，高句丽终止了与曹魏的合作并发兵袭击了辽东西部。东川王欲取代公孙氏称霸辽东，几次派兵袭取辽东郡西安平县等地。
246年，曹魏反击，大将毌丘俭摧毁了丸都城。高句丽东川王逃到沃沮。

## 过程

### 辽东公孙与高句丽之战
197年，故国川王去世其三弟山上王继位，遭到其兄反对，引发内乱。《三国志·魏书八·二公孙陶四张传第八》和 《資治通鑑·漢紀五十一》记载汉末控制辽东的公孙度攻打高句丽，‘王辽东’，但后世三国史记记载公孙大败。据三国志等记载公孙度之子公孙康公元197年大破高句丽军，攻陷高句丽都城丸都城。使山上王改建尉那巖城为新都城丸都城。209年，丸都扩建完毕后山上王将都城迁移。209年，山上王迁都丸都。

### 毌丘俭讨伐高句丽
景初二年（238年），曹魏太尉司马懿灭公孙渊，设高句丽、高显、辽阳、望平四县于玄菟郡。正始5年（244年）劉茂、弓遵討伐東濊，東濊首領不耐侯降魏。正始七年（246年），幽州刺吏毌丘俭破高句丽东川王，东川王败走，毌丘俭又屠杀丸都内官员数千人，之后退兵。不久又再次进攻，东川王逃到买沟，毌丘俭又派玄菟太守王颀追击到沃沮。
曹魏摧毁了丸都城后以为高句丽灭亡了，所以很快就撤离了。不过仅仅70年，高句丽就重建了丸都城，并开始袭击辽东，乐浪和玄菟。随着高句丽对辽东半岛的挺进，313年，高句丽美川王即位后还都国内-丸都地区，并侵略原汉四郡的最后一郡——乐浪郡。高句丽在朝鲜半岛北部处于强势。朝鲜半岛从此进入高句丽，百济和新罗三足鼎立的时代。

#### 摧毀丸都城

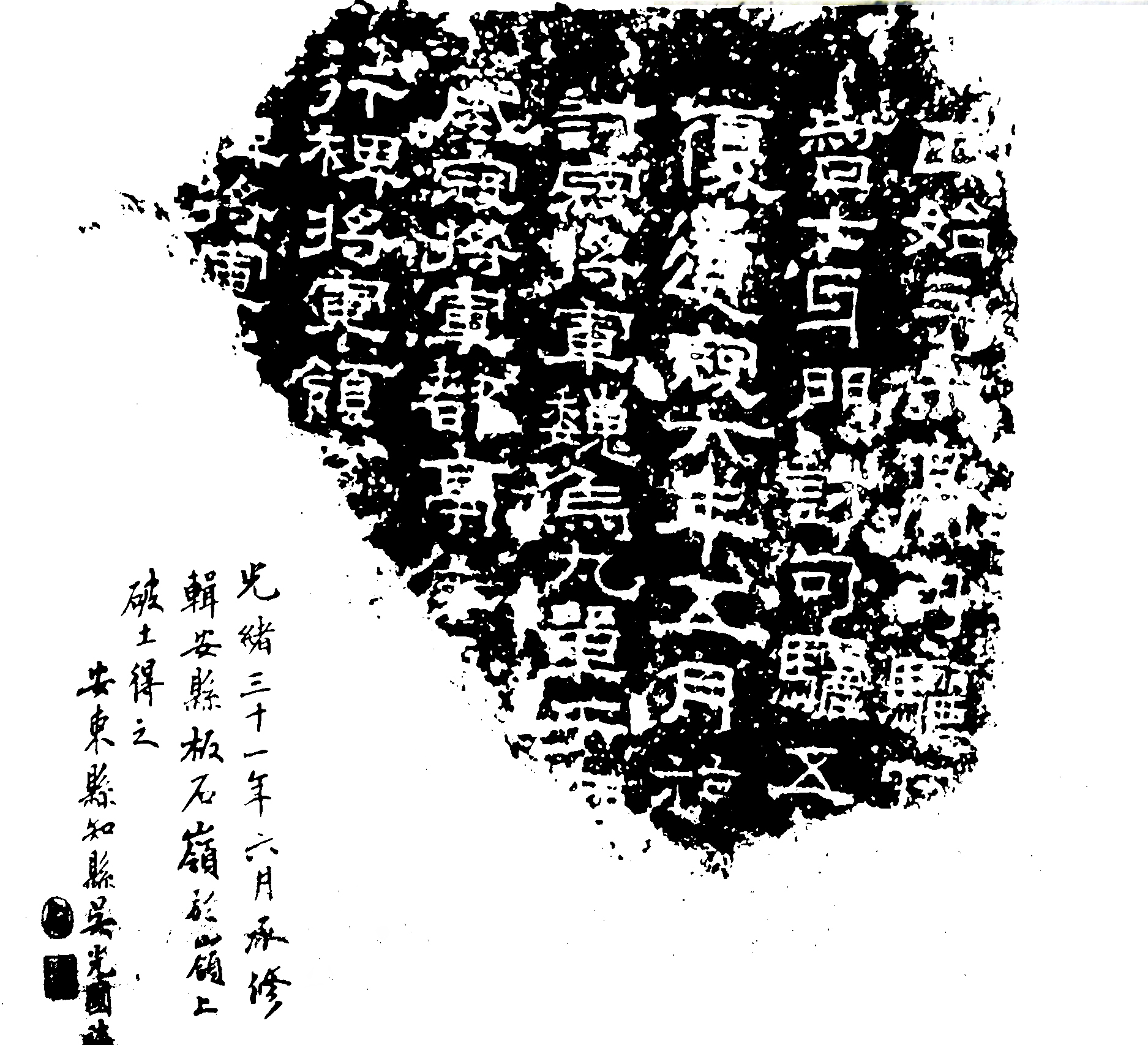
毌丘俭丸都山纪功碑

正始三年高句驪〔反〕……
督七牙門討句驪五〔年〕……
復遣寇六年五月旋〔師〕……
討寇將軍魏烏丸單于〔寇婁敦〕……
威寇將軍都亭侯……
行裨將軍領〔玄菟太守王頎〕……
〔行〕裨將軍〔領〕……

### 反擊百濟
魏正始七年（246年）當幽州刺史毌丘儉、玄菟郡太守王頎、樂浪郡太守劉茂與帶方郡太守弓遵 在進行曹魏與高句麗的戰爭時，百濟的古爾王乘隙派遣將領真忠偷襲搶勒樂浪郡邊民。樂浪郡太守劉茂大怒，古爾王怕魏國征討，歸返其擄民。

### 后续
高句丽的對外扩张幾次招致亡國。342年，前燕慕容皝侵入高句丽，虏走了高句骊百姓五万多口，最后一把火烧了高句骊王宫，并将新丸都城再次变为平地。343年（东晋咸康八年），高句骊重修由于毌丘俭东征而被摧毁的旧丸都城，并于同年秋天又一次移居丸都城。4个月后，丸都山城就再次毁于战火。371年，百济近肖古王袭击高句丽最大城市平壤（前乐浪郡），并在战场上杀死了高句丽故国原王。
高句丽小兽林王继位后，开始加强高句丽国内的稳定和统一，仿照中原公布“律令”（当于宪法和刑法）。372年立佛教为高句丽国教，并建立国家教育机构“太学”。小兽林王还对高句丽军队进行了改革。

## 高丽《三国史记》的记载
公元244年，毌丘俭率数万魏军出玄菟入侵高句丽。高句丽东川王在沸流、梁貊打败毌丘俭后，变得过于骄傲。 毌丘俭改变作战方阵后，东川王惨败逃往鸭原。十月入冬，毌丘俭屠杀丸都城后，派玄菟太守王颀穷追不舍，一直追到南沃沮竹岭。东川王一旁的密友主动请兵掩护东川王撤退。由于密友、纽由等人的冒死保护，东川得以兵分三路进行反击，魏军自乐浪撤退。

## 注
1. ↑  .   [2010-10-17]. （原始内容存档于2008-11-20）.
2. ↑  .   [2010-10-17]. （原始内容存档于2008-12-19）.
3. ↑  《三国志》卷30：正始三年，宫寇西安平。
4. ↑  《三国史记》卷16 “……公孫度從之。延優遣弟罽須，將兵禦之，漢兵大敗。”
5. 1 2  "韓國歷史與現代韓國 By Jiang-zuo Jian"
6. ↑  'Ki-Baik Lee', "A New History of Korea", 1984 Harvard University Press, page 20
7. ↑  《三国史记·百济本纪·古尔王》：魏幽州刺史毌丘儉，與乐浪太守刘茂·帶方太守弓遵，伐高句麗，王乘虛，遣左將真忠，襲取乐浪邊民，茂聞之怒，王恐見侵討，還其民口。
8. ↑  (MyGoguryeo & Unknown year)
9. ↑  'Ki-Baik Lee', "A New History of Korea", 1984 Harvard University Press, page 38
10. ↑  《三国史记/卷17》：二十年　秋八月　魏遣幽州刺史毌丘俭　将万人　出玄菟来侵　王将歩骑二万人　逆战于沸流水上　败之　斩首三千余级　又引兵再战于梁貊之谷　又败之　斩获三千余人　王谓诸将曰　魏之大兵　反不如我之小兵　毌丘俭者魏之名将　今日命在我掌握之中乎　乃领铁骑五千　进而撃之　俭为方阵　决死而战　我军大溃　死者一万八千余人　王以一千余骑　奔鸭淥原
11. ↑  《三国史记/卷17》：冬十月　俭攻陷丸都城　屠之　乃遣将军王頎追王　王奔南沃沮 至于竹岭军士分散殆尽　唯东部密友　独在侧　谓王曰　今追兵甚迫　势不可脱　臣请决死而禦之　王可遯矣　遂募死士　与之赴敌力战　王間行脱而去　依山谷聚散卒自卫　谓曰　若有能取密友者　厚赏之　下部刘屋句前对曰　臣试往焉　遂于战地　见密友伏地　乃负而至　王枕之以股　久而乃苏
12. ↑  《三国史记/卷45》：魏将闻之　将受其降　纽由隐刀食器　进前拔刀　刺魏将胸　与之俱死　魏军遂乱　王分军为三道　急击之　魏军扰乱　不能陈　遂自乐浪而退 王复国论功　以密友·纽由　为第一　赐密友巨谷·靑木谷　赐屋句鸭淥·豆納河原以为食邑　追赠纽由为九使者　又以其子多优为大使者